# Khởi nghĩa tháng 8 năm 1944 tại Romania
Khởi nghĩa tháng 8 năm 1944 tại Romania hay còn gọi là cuộc Đảo chính tháng Tám là một sự kiện chính trị-quân sự xảy ra ở Rumani vào cuối tháng 8 năm 1944. Trong sự kiện này, vua Mihai I của Romania cùng với các đảng phái thuộc khối dân tộc-dân chủ, chống phát xít (bao gồm cả Đảng Cộng sản Romania) đã tiến hành một cuộc đảo chính, lật đổ chính phủ thân Đức của Ion Antonescu, thành lập một chính phủ mới thân thiện với phe Đồng Minh nói chung và Liên Xô nói riêng do tướng Constantin Sănătescu đứng đầu. Cùng lúc đó, các lực lượng yêu nước Rumani đã đồng loạt đứng lên khởi nghĩa chống lại quân Đức Quốc xã và các thế lực thân phát xít. Được sự giúp đỡ của quân đội Liên Xô (lúc này đang tiến vào lãnh thổ Rumani sau Chiến dịch tấn công chiến lược Iaşi-Chişinău) cùng với các đơn vị quân đội Rumani quay súng chống lại Đức Quốc xã, quân khởi nghĩa đã đánh bại những đội quân Đức đến dẹp loạn và cùng với quân đội Liên Xô tham gia vào cuộc chiến nhằm quét sạch phát xít Đức khỏi Rumani.
Sau thành công của cuộc đảo chính và khởi nghĩa tháng Tám, Rumani tuyên chiến với Đức Quốc xã và chính thức gia nhập phe Đồng Minh, phối hợp với quân đội Liên Xô cùng tấn công quân Đức Quốc xã và các đồng minh của nó tại khu vực Hungary và Tiệp Khắc.

## Bối cảnh

Lãnh thổ Rumani trong giai đoạn 1941-1944, sau khi cắt vùng Transilvania cho Hungary và lấy lại vùng Bessarabia, Bắc Bukovina của Liên Xô.

Từ cuối thập niên 1930, chính phủ Rumani đã nằm dưới sự ảnh hưởng của các thế lực cực hữu thân phát xít do Ion Antonescu đứng đầu và sau đó trở thành một đồng minh thân cận của nước Đức Quốc xã. Ngày 22 tháng 6 năm 1944, quân đội Rumani cùng với quân Đức Quốc xã tiến hành xâm lược Liên Xô và tham chiến tích cực tại các chiến trường Nam Ukraina, Krym, Kuban và Bắc Kavkaz. Vùng Bessarabia, Transnistria, Bắc Bukovina được trả lại cho Rumani (để bù lại vùng Transilvania bị cắt cho Hungary) và người Rumani cho rằng, như thế chiến tranh đối với họ đã kết thúc. Tuy nhiên, tại trận Stalingrad, quân đội Rumani đã bị đánh tan tác cùng với Tập đoàn quân số 6 (Đức). Tiếp theo đó, trong các năm 1943-44 quân Rumani cùng với quân Đức liên tục bị đánh bại và đẩy lui trong các chiến dịch tấn công của Hồng quân, và đến mùa xuân 1944 quân đội Liên Xô đã tiếp cận vùng Transnistria và sông Bug Nam.
Trích đoạn bài viết đăng trên báo "Universul" năm 1944
Tình hình trong nước cũng không sáng sủa hơn ngoài chiến trường. Chi phí khổng lồ cho cuộc chiến tranh cũng như sự phụ thuộc vào nước Đức đã vắt kiệt sức nền kinh tế Rumani. Bản thân trong năm 1943, Ion Antonescu đã ước tính cuộc chiến với Liên Xô sẽ ngốn chừng 300 tỉ leu của Rumani, đồng thời phía Đức đã lấy đi của Rumani hơn 8 triệu tấn dầu hỏa, đe dọa nghiêm trọng đến trữ lượng dầu khí của nước này. Bị rút cạn nguồn dầu khí, hao tổn quá nhiều tiền của cho việc sản xuất vũ khí và vật liệu chiến tranh, danh sách thương vong trên chiến trường thì càng ngày càng dài ra, nước Rumani bước vào năm 1944 với một nền kinh tế đang trong cuộc khủng hoảng toàn diện. Lạm phát ngày một tăng cao ở mức độ khủng khiếp: giá trị đồng leu Rumani trong năm 1944 chỉ bằng 1/20.000 so với giá trị đồng leu Rumani sau chiến tranh. Những thắng lợi của quân đội Liên Xô trong nửa đầu năm 1944 giáng thêm những đòn nặng vào tình hình nội bộ của Rumani. Thắng lợi của Chiến dịch tấn công hữu ngạn Dniepr đã giúp Liên Xô lấy lại vùng Tranistria, Bukovina, Odessa và miền Bắc Bessarabia/Moldova, tước đi một nguồn cung cấp nguyên liệu và nhiên liệu đáng kể của Rumani. Trong lĩnh vực nông nghiệp, chính quyền Rumani cũng gặp nhiều khó khăn và thiệt hại lớn do người nông dân quá chán ngán sưu cao thuế nặng đã đình công và lãn công. Thất bại về quân sự, kiệt quệ về kinh tế, mất hết những lãnh thổ đoạt được hồi đầu chiến tranh, người Rumani dần dần cảm thấy mình đang lao đầu vào một cuộc chiến tranh vô vọng và vô nghĩa.
Vì thế, các phong trào chống phát xít và yêu cầu rút khỏi chiến tranh càng ngày càng phát triển mạnh mẽ. Ngay trong nội bộ chính phủ và hoàng cung, một số giới chức Romania đã tìm cách liên lạc với các đồng minh Anh - Mỹ để "mời" họ tiến vào Romania trước quân đội Liên Xô (đây là một trong những phương án mở Mặt trận thứ hai ở Tây Âu được thủ tướng Anh Winston Churchill đưa ra tại Hội nghị Tehran tháng 12 năm 1943 nhưng không được Liên Xô và Hoa Kỳ hưởng ứng). Trong khi đó, gần 285.000 đảng viên cộng sản Romania đang chuẩn bị cho một cuộc khởi nghĩa vũ trang để lật đổ chế độ thân phát xít ở Romania. Từ đầu năm 1944, Berlin đã nhận được nhiều cảnh báo của tướng Johannes Frießner về sự không trung thành trong chính phủ của Ion Antonescu, về việc thủ tướng Romania đã để cho quá nhiều phần tử chống Đức Quốc xã lọt vào chính phủ và quân đội Romania, rằng trên mặt trận các binh sĩ Romania và cả lính Đức đang bí mật truyền tay nhau những tờ truyền đơn của các "quân phiến loạn bí mật" ở Romania (ám chỉ Đảng Cộng sản Romania). Những lời bàn tán trong dư luận âm ỷ về việc Romania sẽ theo Anh-Mỹ hay theo Đức cũng được các sĩ quan Romania nửa kín nửa hở trao đổi với nhau.
Trên trường quốc tế, không chỉ Liên Xô mà các nước Đồng Minh phương Tây cũng liên tục gây sức ép yêu cầu Rumani rời bỏ phe Trục. Ngày 12 tháng 4 năm 1944, chính phủ Liên Xô đã chủ động đàm phán với Rumani đề nghị nước này rút khỏi chiến tranh, nhưng bị Ion Antonescu từ chối. Ngày 13 tháng 5 năm 1944, các nước đồng minh Anh, Hoa Kỳ và Liên Xô đã cùng ra một tuyên bố mạnh mẽ gửi chính phủ thân phát xít ở các nước Hungary, Romania, Bulgaria và Phần Lan:
| “ | Chính sách hiện nay của các chính phủ Hungary, Romania, Bulgaria và Phần Lan đã củng cố thêm cho bộ máy chiến tranh của nước Đức Quốc xã. Các nước này có thể rút ngắn thời hạn kết thúc chiến tranh ở châu Âu, giảm bớt tổn thất cho chính mình bằng cách góp phần vào thắng lợi của các nước đồng minh. Muốn vậy, họ phải rút khỏi chiến tranh, đình chỉ ngay việc hợp tác với nước Đức Quốc xã đang có hại đối với chính họ và sử dụng mọi lực lượng, phương tiện hiện có để chống lại chế độ Quốc xã Đức. Họ cần quyết định ngay là họ sẽ ngoan cố bám giữ lấy chính sách nguy hiểm và vô vọng của họ hay là sẽ đóng góp vào thắng lợi chung với các nước đồng minh và do đó, sẽ tránh được trách nhiệm liên lụy đến cuộc chiến tranh của chính quyền Đức Quốc xã | ” |
| — Thay mặt chính phủ các nước đồng minh Anh, Hoa Kỳ và Liên Xô: Anthony Eden, Cordell Hull, Vyacheslav Molotov | |   |

Nhằm kéo sự chú ý của dân chúng khỏi tình hình khó khăn trong nước, chính quyền Antonescu tìm cách chuyển mâu thuẫn ra nước ngoài bằng cách khiêu khích, gây hấn với nước Hungary láng giềng, qua đó hy vọng người dân vì lo chú ý đến vấn đề Hungary có thể tạm quên đi sự khó khăn trong nước. Trong mùa xuân 1944, giữa biên giới Rumani-Hungary đã xảy ra nhiều cuộc chạm súng nhỏ giữa hai bên. Tuy nhiên, các biện pháp này chỉ làm căng thẳng thêm tình hình và tạo điều kiện cho nước Đức Quốc xã thừa nước đục thả câu. Đến mùa hè năm 1944, vị thế chính trị của chính phủ Antonescu đã rất gần bờ vực sụp đổ.

## Quá trình chuẩn bị đảo chính và khởi nghĩa

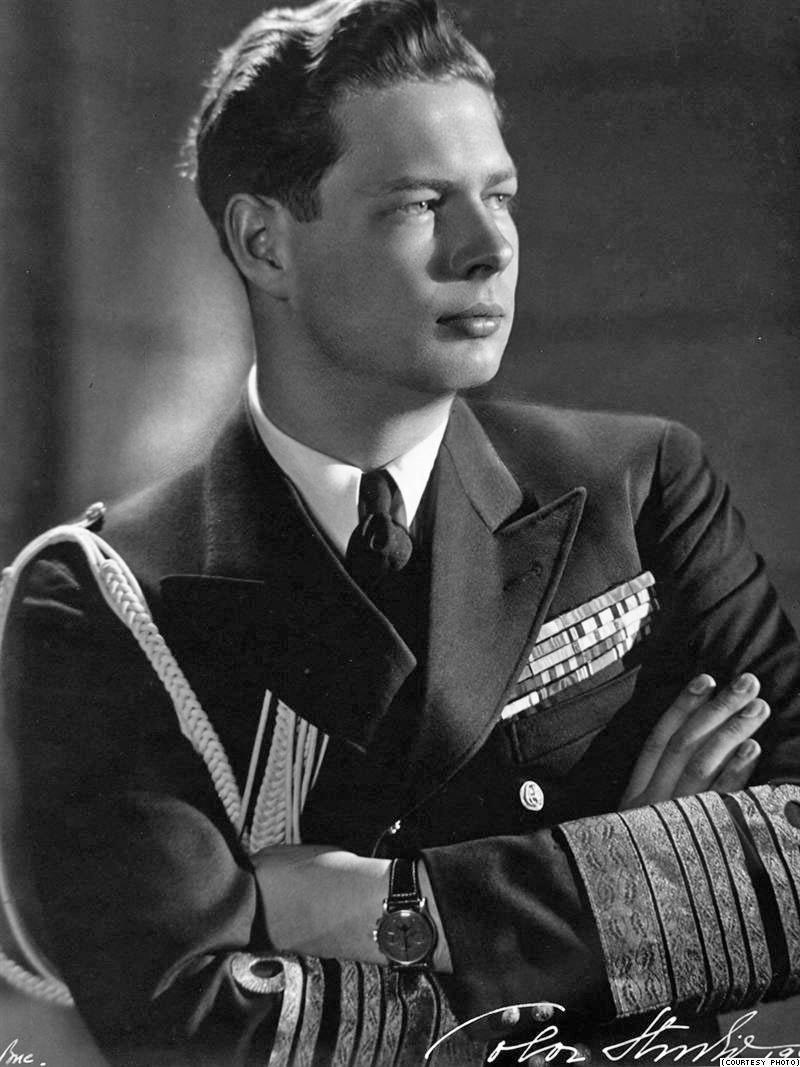
Vua Mihai I của Romania, người chủ xướng cuộc đảo chính lật đổ chế độ Ion Antonescu.
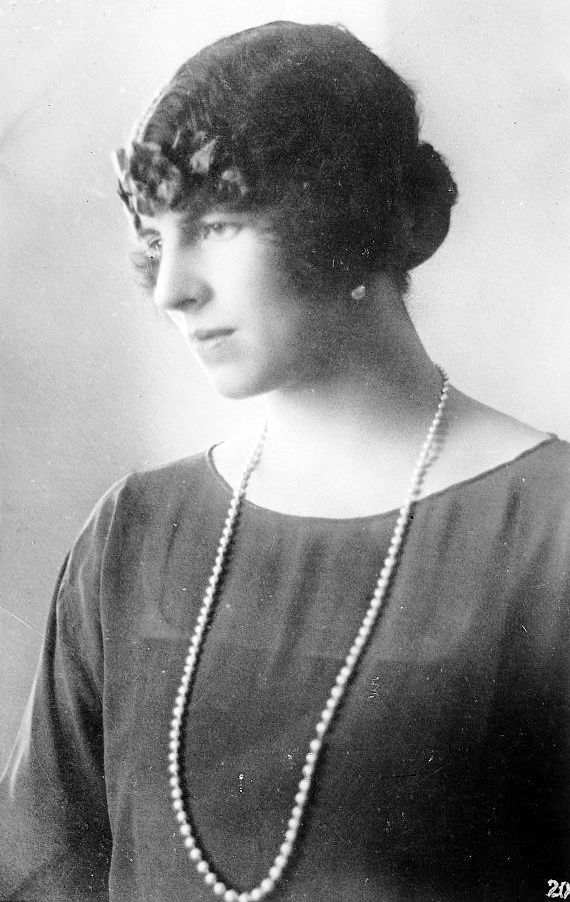
Thái hậu Elena, mẹ của vua Mihai I.
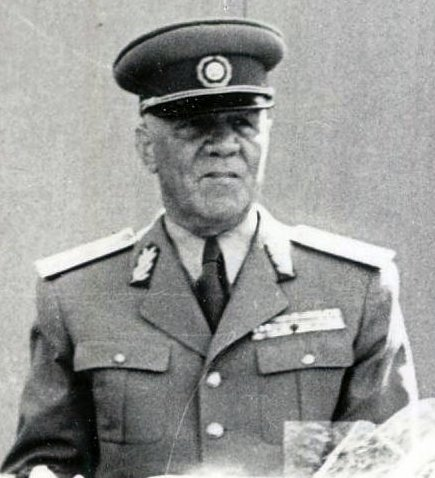
Emil Bodnăraș, đại biểu của Đảng Cộng sản Romania.
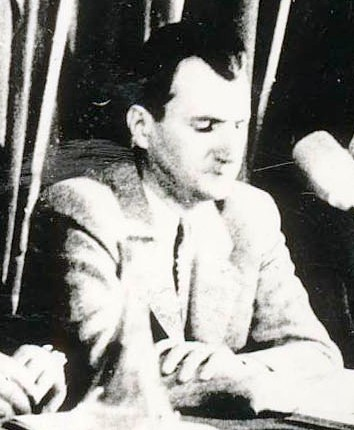
Lucreţiu Pătrăşcanu, đại biểu của Đảng Cộng sản Romania.
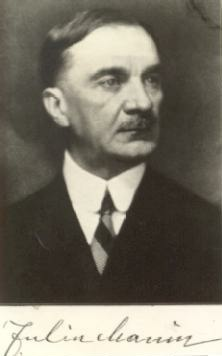
Iuliu Maniu, đại biểu Đảng Dân tộc Nông dân.
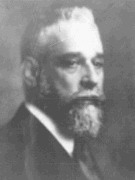
Constantin I.C. Brătianu, đại biểu Đảng Dân tộc Tự do.
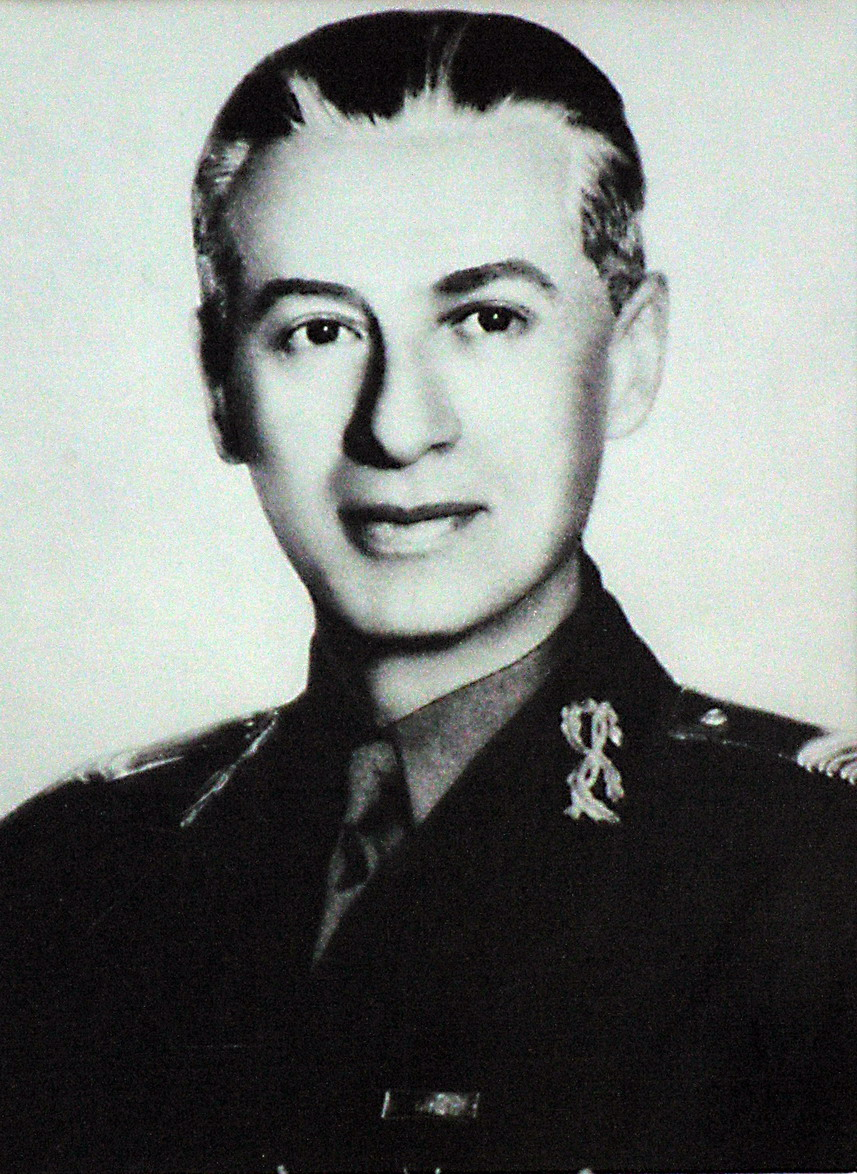
Constantin Sănătescu, chỉ huy ban sĩ quan tùy tùng của vua Mihai I.
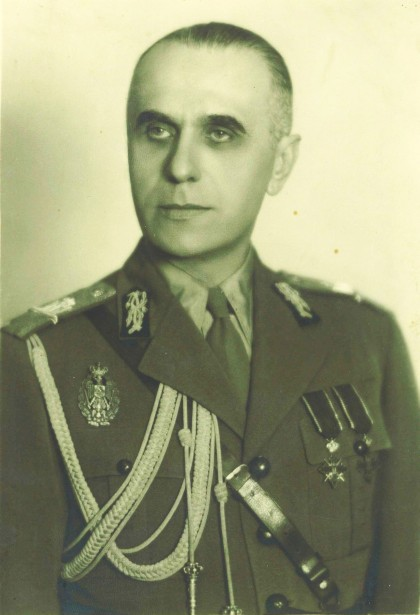
Dumitru Dămăceanu, Tổng Tham mưu trưởng Bộ chỉ huy Quân sự Thủ đô.

Trong khi chính phủ Antonescu ngày càng lún sâu vào khủng hoảng, vua Mihai I đã bí mật bắt liên lạc với các tổ chức thuộc khối dân tộc-dân chủ (bao gồm Đảng Cộng sản, Đảng Dân tộc Nông dân, Đảng Dân tộc Tự do và Đảng Dân chủ Xã hội) để bàn kế hoạch lật đổ Ion Antonescu. Buổi gặp mặt đầu tiên diễn ra vào đêm 13 rạng ngày 14 tháng 6 tại trụ sở bí mật của Đảng Cộng sản ở tòa nhà số 103 Calea Moşilor. Một buổi gặp mặt khác diễn ra vào đêm 21 rạng ngày 22 tháng 8 năm 1944, ngay trước khi cuộc đảo chính diễn ra. Trong các buổi họp, vua Mihai và các đại diện của ông đề nghị các đại biểu thảo luận về việc thay thế Ion Antonescu bằng một thủ tướng khác có khả năng đàm phán với Liên Xô để đưa Romania ra khỏi chiến tranh. Nhà vua cũng cho biết, sĩ quan tùy tùng của mình là đại tá Eminiu Ionescu đã vạch kế hoạch bắt giữ Ion Antonescu từ tháng 4 năm 1944 nhưng vì lúc đó, tình hình chưa thuận lợi nên chưa thể thực hiện được. Kế hoạch ban đầu của phía nhà vua bao hàm việc triệu kiến Đại sứ Đức tại Bucharest là Manfred von Killinger, để bàn thảo về việc huyền chức Ion Antonescu và thay ông ta bằng Ion Gigurtu. Các đại biểu Đảng Cộng sản phản đối kế hoạch này, vì rõ ràng nó là "bứt dây động rừng", sẽ đánh động với tình báo Đức Quốc xã về một dự định đảo chính sắp tới. Họ cho rằng thay vào đó vua Mihai nên tận dụng tối đa quyền Tổng chỉ huy quân đội của mình, triệu tập Ion Antonescu về hoàng cung và ép ông này ký hòa ước. Nếu Antonescu không chịu, lực lượng cảnh vệ chuẩn bị sẵn sẽ ập tới bắt giũ ông ta. Ngoài việc phế truất Antonescu, các đại biểu của Đảng Cộng sản cũng yêu cầu lật đổ toàn bộ chính phủ thân Đức của ông này, thay thế họ bằng một chính phủ dân tộc dân chủ để tuyên bố rút khỏi chiến tranh và thương lượng với Liên Xô. Ý kiến này được vua Mihai và tất cả các đại biểu cùng tán đồng. Ngay trong đêm 21 rạng ngày 22 tháng 8, những đại biểu dự họp đã bầu ra Ủy ban khởi nghĩa do bốn thành viên của 4 đảng làm đồng chủ tịch. Mỗi đảng đều "góp quân" cho cuộc khởi nghĩa. Trong đó, Đảng Cộng sản đóng góp khoảng 50 trung đội với 2.000 quân. Tổng số quân khởi nghĩa ước tính khoảng 8.000 người. Hai đội quân được chuẩn bị để bắt giữ Ion Antonescu. Đội thứ nhất gồm các tay súng trong lực lượng kháng chiến Romania hoạt động bí mật. Đội thứ hai gồm các binh sĩ Romania trong tiểu đoàn bảo vệ hoàng cung.
Như vậy, các thành viên nòng cốt trong cuộc đảo chính có thể kể đến như sau:
- Vua Mihai I của Romania
- Thái hậu Elena, mẹ vua Mihai I
- Emil Bodnăraș, đại biểu Đảng Cộng sản
- Lucreţiu Pătrăşcanu, đại biểu Đảng Cộng sản
- Iuliu Maniu, đại biểu Đảng Dân tộc Nông dân
- Constantin I.C. Brătianu, đại biểu Đảng Dân tộc Tự do
- (?) Petrescu, đại biểu Đảng Dân chủ Xã hội
- Constantin Sănătescu, chỉ huy ban sĩ quan tùy tùng của vua Mihai I, sau này trở thành thủ tướng của chính phủ dân tộc dân chủ
- Dumitru Dămăceanu, Tổng Tham mưu trưởng Bộ chỉ huy Quân sự Thủ đô
- Grigore Niculescu-Buzeşti, cố vấn ngoại giao của vua Mihai I
- Ion Mocsony-Stîrcea, thư ký hoàng gia Rumani
- Mircea Ioaniţiu, thư ký riêng và là bạn thân của vua Mihai I
- Aurel Aldea, sau này trở thành Bộ trưởng Nội vụ của chính quyền dân tộc dân chủ
- Eminiu Ionescu, sĩ quan tùy tùng của vua Mihai I
- Anton Dumitrescu, sĩ quan tùy tùng của vua Mihai I
- Ngoài ra còn có một số lãnh đạo chính trị khác

## Diễn biến

### Đảo chính lật đổ Ion Antonescu

Сhiến dịch Iaşi-Chişinău, sự kiện châm ngòi cho cuộc khởi nghĩa tháng 8 ở Rumani.

Trong khi các lực lượng dân tộc dân chủ đang tích cực chuẩn bị cho cuộc đảo chính, một sự kiện mang tính bước ngoặt diễn ra ở chiến trường Tây Nam thuộc Mặt trận Xô-Đức. Ngày 20 tháng 8 năm 1944, Phương diện quân Ukraina 2 và Phương diện quân Ukraina 3 mở chiến dịch tấn công chiến lược Iaşi-Chişinău đánh vào Cụm Tập đoàn quân Nam Ukraina lúc này đang đóng ở biên giới Liên Xô-Rumani. Chỉ trong vòng vài ngày, Cụm Tập đoàn quân Nam Ukraia đã bị đánh cho tan tác với hàng chục vạn quân bị tiêu diệt và bị bắt sống; trong đó có rất nhiều binh lính Rumani tự động gia nhập quân đội Liên Xô và quay súng bắn lại quân Đức Quốc xã. Với con đường tiến vào Balkan đã được khai thông, quân đội Liên Xô ồ ạt tiến vào lãnh thổ Rumani, nhanh chóng giải phóng nhiều thành phố, thị xã và hải cảng quan trọng ở miền Đông nước này. Rõ ràng, không có thời điểm nào thuận lợi hơn cho cuộc khởi nghĩa được tiến hành.
Thật ra, thắng lợi chóng vánh ở biên giới Romania là một bất ngờ ngay cả đối với những người khởi nghĩa. Ban đầu, ngày khởi sự được hoạch định là 26 tháng 8, nhưng trước tình hình khẩn cấp, không thể để lỡ thời cơ, thời gian khởi nghĩa được lùi lại vào ngày 23. Vào hôm đó, chỉ huy các sĩ quan tùy tùng Constantin Sănătescu đã thay mặt vua Mihai triệu tập Ion Antonescu tới hoàng cung nhằm báo cáo và thảo luận tình hình chiến sự ở mặt trận Xô-Đức. Một số ý kiến khác thì khẳng định chính Antonescu xin yết kiến nhà vua và dĩ nhiên Mihai I không từ chối cơ hội ngàn vàng như vậy. Do đội quân du kích Rumani chưa chuẩn bị xong phương án đột nhập vào hoàng cung, nhiệm vụ bắt giữ Antonescu được giao cho đội vệ binh của nhà vua. Vào lúc 16 giờ 30 phút, Antonescu đến phòng chờ của cung vua gặp Mihai I và Sănătescu. Ông không hề biết rằng, ở căn phòng bên cạnh, các sĩ quan thân cận của vua là Aurel Aldea, Ion Mocsony-Stîrcea, Grigore Niculescu-Buzeşti, Mircea Ioanitsiu, Eminiu Ionescu và Anton Dumitrescu cùng đội cận vệ của nhà vua đã bí mật chờ sẵn, chỉ cần có động tĩnh gì là hành động ngay.
Không vòng vo, vua Mihai I yêu cầu Antonescu ký hiệp định đình chiến và thương lượng với Liên Xô. Antonescu từ chối, viện lý do cần thêm vài ngày để xem xét diễn biến chiến cục rồi với có thể quyết định được. Nhà vua hiểu rõ, Antonescu không đời nào chấp nhận ngưng chiến cũng như từ bỏ quyền lực của mình. Vì vậy, vào lúc 17 giờ 15 phút, Mihai I đi sang căn phòng bên cạnh và bàn bạc với những người đồng mưu về hành động bắt giữ Ion Antonescu. Sau đó nhà vua trở lại phòng chờ và yêu cầu Antonescu từ chức:
| “              | Kính thưa Nguyên soái, xét nguyện vọng của người dân của tôi, thể hiện bởi các đại diện của đa số - những lãnh tụ của khối Dân chủ - là nhanh chóng thoát ra khỏi cuộc chiến nhằm bảo vệ đất nước khỏi thảm họa - chúng tôi quyết định lật đổ Ngài trong ngày hôm nay. | ” |
| — Vua Mihai I, | |   |

Trước diễn biến này, Antonescu phản đối kịch liệt, nhưng nhà vua chỉ trả lời: "Nguyên soái đáng kính, cả hai chúng ta sẽ phải trả lời trước Thượng đế và lịch sử !" Ngay lập tức, đội cận vệ chuẩn bị sẵn do Eminiu Ionescu chỉ huy đã xông vào phòng chờ, bắt giữ Ion Antonescu cùng với Mihai Antonescu (Bộ trưởng ngoại giao) và nhốt họ vào phòng an ninh trong cung điện. Đội cảnh vệ của Antonescu cũng bị tước vũ khí. Ngay buổi tối hôm đó, các bộ trưởng thân Đức trong chính phủ của Antonescu đều bị bắt. Manfred von Killinger, đại sứ Đức tại Bucharest chỉ biết về cuộc đảo chính đã diễn ra vào sáng hôm sau. Sau khi xử lý xong chính phủ của Antonescu, vua Mihai I bổ nhiệm Constantin Sănătescu làm thủ tướng mới. Nhiệm vụ bảo vệ hoàng gia và các nhân vật cấp cao trong chính phủ mới được giao cho đội đặc nhiệm của Đảng Cộng sản Rumani do Emil Bodnăraș chỉ huy.
Cùng lúc đó, theo đề nghị của những người cộng sản, vua Mihai I tuyên bố toàn dân tổng khởi nghĩa vũ trang chống lại quân phát xít Đức. Trong một thời gian ngắn, nhà vua, chính phủ mới và quân khởi nghĩa tập trung vào việc kiểm soát các cơ quan nhà nước, các hệ thống điện đài, điện tín, điện thoại ở thủ đô Bucharest. Vì vậy, hệ thống thông tin liên lạc của quân Đức tại Bucharest nhanh chóng bị gián đoạn. Lúc 23 giờ 30 phút đêm 23 tháng 8, vua Mihai I thông báo trên đài phát thanh trước toàn dân Rumani về việc chấm dứt chiến tranh với Liên Xô, về việc ký hòa ước với Anh, Hoa Kỳ và về việc thành lập chính phủ mới do Constantin Sănătescu đứng đầu. Ngày 25 tháng 8, phía Liên Xô nhận được thư chấp thuận về hiệp ước ngưng chiến từ phía Rumani. Sau khi đọc xong bài tuyên bố trên đài phát thanh, vua Mihai I rời Bucharest. Ông và thái hậu Elena được những người cộng sản đưa tới một nơi trú ẩn bí mật trên vùng núi gần Oltenia Craiova và làm việc bình thường ở đó từ tối 24 tháng 8. Sự vụ ở thủ đô Bucharest được giao lại cho thủ tướng Constantin Sănătescu và chính phủ mới của ông. Ngày 31 tháng 8, Ion Antonescu và các nhân vật cấp cao của chính quyền cũ được giao nộp cho Hồng quân Liên Xô. Phía Liên Xô áp giải họ bằng xe tải tới trại tù binh chiến tranh ở Bălţi và từ đây lại đưa về Moskva bằng tàu hỏa.
Nhận được tin về chính quyền mới ở Rumani tuyên bố đình chiến với Liên Xô, ngày 25 tháng 8, chính phủ Xô Viết ra một tuyên bố trên đài phát thanh khẳng định sẽ tôn trọng độc lập, chủ quyền, toàn vẹn lãnh thổ của hai nước Rumani và Liên Xô. Phía Liên Xô yêu cầu quân đội Rumani ngưng ngay các cuộc chiến chống lại quân đội Liên Xô trên sông Prut.
| “                                            | Liên Xô không có ý định chiếm giữ bất kỳ phần lãnh thổ nào của Romania, không có ý định thay đổi chế độ chính trị xã hội hiện nay ở Romania và không thi hành bất kỳ một biện pháp nào gây ảnh hưởng đến nền độc lập của Romania. Ngược lại, Chính phủ Liên Xô xét thấy cần phải khôi phục lại nền độc lập của Romania và giải phóng Romania khỏi quân chiếm đóng Đức Quốc xã. Hồng quân Liên Xô sẽ không tước vũ khí của quân đội Romania. Không những Hồng quân kêu gọi họ ngừng bắn mà còn giúp họ bảo toàn các vũ khí, trang bị để cùng với Hồng quân tiến hành cuộc chiến tranh giải phóng chống lại bè lũ Hitler, giành độc lập cho đất nước mình và chống lại bọn chư hầu thân Đức ở Hungary để giải phóng vùng Transilvania. Hồng quân chỉ có thể ngừng các hoạt động quân sự trên lãnh thổ Romania sau khi đã tiêu diệt được các đơn vị Đức Quốc xã, những kẻ đang áp bức và bóc lột người dân Romania. Sự giúp đỡ của quân đội Romania tại đây có thể tạo điều kiện để sớm chấm dứt chiến sự trên lãnh thổ Romania để Liên Xô và Romania sẽ sớm ký kết hiệp định đình chiến | ” |
| — Thay mặt chính phủ Liên Xô: V. M. Molotov. | |   |

Ngay từ đầu chiến dịch Iaşi-Chişinău, rất nhiều binh sĩ Rumani đã rã ngũ, đầu hàng không chiến đấu, hoặc gia nhập quân đội Liên Xô chống lại Đức. Tuy nhiên một số đơn vị Rumani không chấp nhận hòa ước với Liên Xô hoặc không công nhận chính quyền mới và vẫn tiếp tục chống cự. Mãi đến ngày 29 tháng 8, lực lượng quân đội Rumani trong Cụm Tập đoàn quân Nam Ukraina mới hoàn toàn bị đánh bại. Tổng số quân nhân Rumani bị bắt hoặc quy hàng lên tới 150.000-200.000 người.

### Khởi nghĩa vũ trang chống lại quân Đức

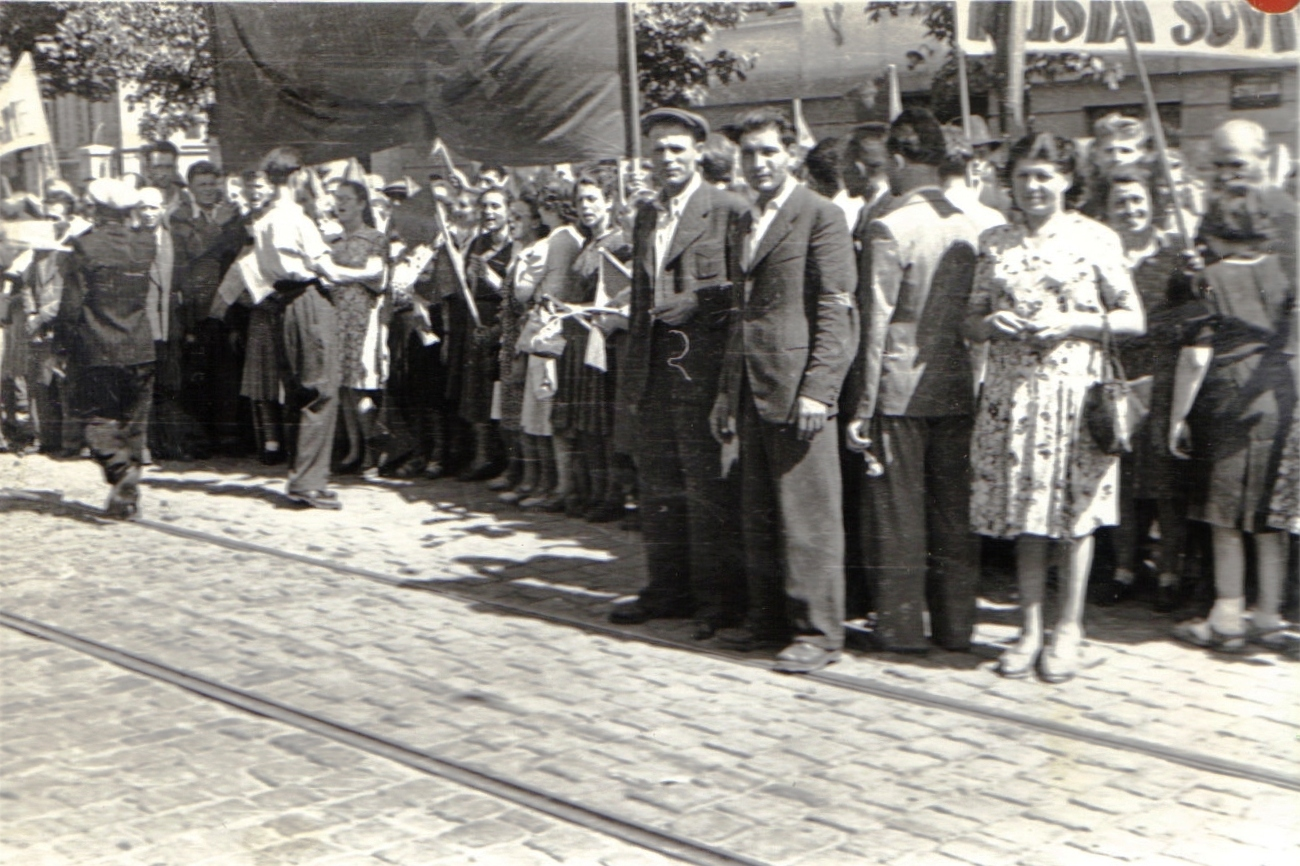
Người dân Bucharest tập trung bên các đường phố chờ đón Hồng quân

Không lâu trước đó, ngày 24 tháng 8, đại sứ Đức tại Bucharest Manfred von Killinger xin yết kiến Vua Mihai I. Tại hoàng cung, Vua Mihai I cho biết chính phủ của Ion Antonescu đã chấm dứt hoạt động và đang bị giam giữ. Nhà vua yêu cầu phía Đức Quốc xã rút hết quân đội khỏi đất nước Romania và tuyên bố phía Romania sẽ không gây trở ngại cho cuộc rút quân này. Câu trả lời của Killinger là cả nước Romania sẽ bị lính Đức dìm trong biển máu. Đến chiều, các tướng lĩnh Đức Quốc xã cũng xin yết kiến Vua Mihai I và hứa sẽ rút các lực lượng Đức khỏi Bucharest. Tuy nhiên, đêm 24 tháng 8, Adolf Hitler ra lệnh cho tướng Alfred Gerstenberg, chỉ huy các lực lượng Đức Quốc xã ở Bucharest phải dùng vũ lực để triệt hạ vua Mihai cùng những người khởi nghĩa. Cựu Phó thủ tướng của chính quyền Ion Antonescu và là thủ lĩnh phong trào "Binh đoàn Cận vệ Sắt" ("Mișcarea legionară"), Horia Sima, được dựng lên làm thủ tướng chính phủ bù nhìn thân Đức tại Berlin. Những hành động đó của Hitler không khác gì việc nước Đức Quốc xã tuyên chiến với Romania.
Ngày 25 tháng 8, không quân Đức huy động hàng chục phi đội cất cánh từ căn cứ không quân Baneaşa đến ném bom bắn phá Bucharest. Nhiều công trình kiến trúc bao gồm Nhà hát kịch Quốc gia Bucharest và hoàng cung bị phá hoại nặng nề. Tuy nhiên, trước đó vua Mihai I thái hậu Elena đã được những người cộng sản Romania đưa tới một nơi trú ẩn an toàn và tiếp tục làm việc bình thường tại đó vào đêm 24 tháng 8. Không lâu sau đó, đội máy bay ném bom Đức nhanh chóng bị không quân Đồng Minh bắn hạ.

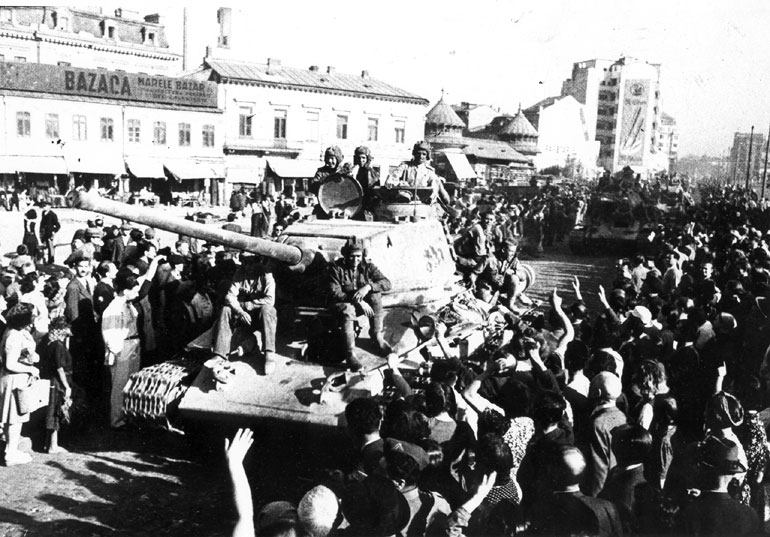
Quân đội Liên Xô tiến vào Bucharest ngày 31 tháng 8 năm 1944.

Trước tình hình nghiêm trọng, ngày 25 tháng 8, nhà vua Mihai I đã đồng ý với đề nghị của những người cộng sản Romania phát động cuộc đấu tranh vũ trang chống lại quân đội Đức Quốc xã, kêu gọi quân đội Romania hãy rút về bảo vệ thủ đô và đấu tranh chống nước Đức Quốc xã. Lúc này, đại bộ phận quân đội Đức Quốc xã đang tập trung tại mặt trận Moldovia, chỉ để 11 nghìn quân tại vùng phụ cận của thủ đô Bucharest và 25 nghìn quân khác ở khu công nghiệp dầu lửa Ploieşti. Tướng Alfred Gerstenberg tuyên bố rằng ông ta chỉ cần vài khẩu đội pháo phòng không và chục khẩu súng máy là có thể dẹp tan được cuộc khởi nghĩa. Tuy nhiên, quân khởi nghĩa đã chống cự với sức mạnh của hơn 10.000 người cùng với hai sư đoàn cảnh vệ Romania tại Bucharest đã buộc tướng Alfred Gerstenberg phải cầu xin viện binh từ Tập đoàn quân 8 (Đức). Ba sư đoàn Đức do tướng SS Horst Hoffmeyer chỉ huy được điều về Bucharest nhằm dập tắt cuộc đảo chính nhưng đã bị quân khởi nghĩa Romania đánh lui tại "Công viên Ái quốc". Các lực lượng Đức tăng viện cho cuộc tấn công Bucharest đều bị Hồng quân cắt đứt, bao vây và tiêu diệt nhanh chóng. Đêm 25 tháng 8, quân đội Liên Xô và quân đội Romania chiếm sân bay Otopeni.

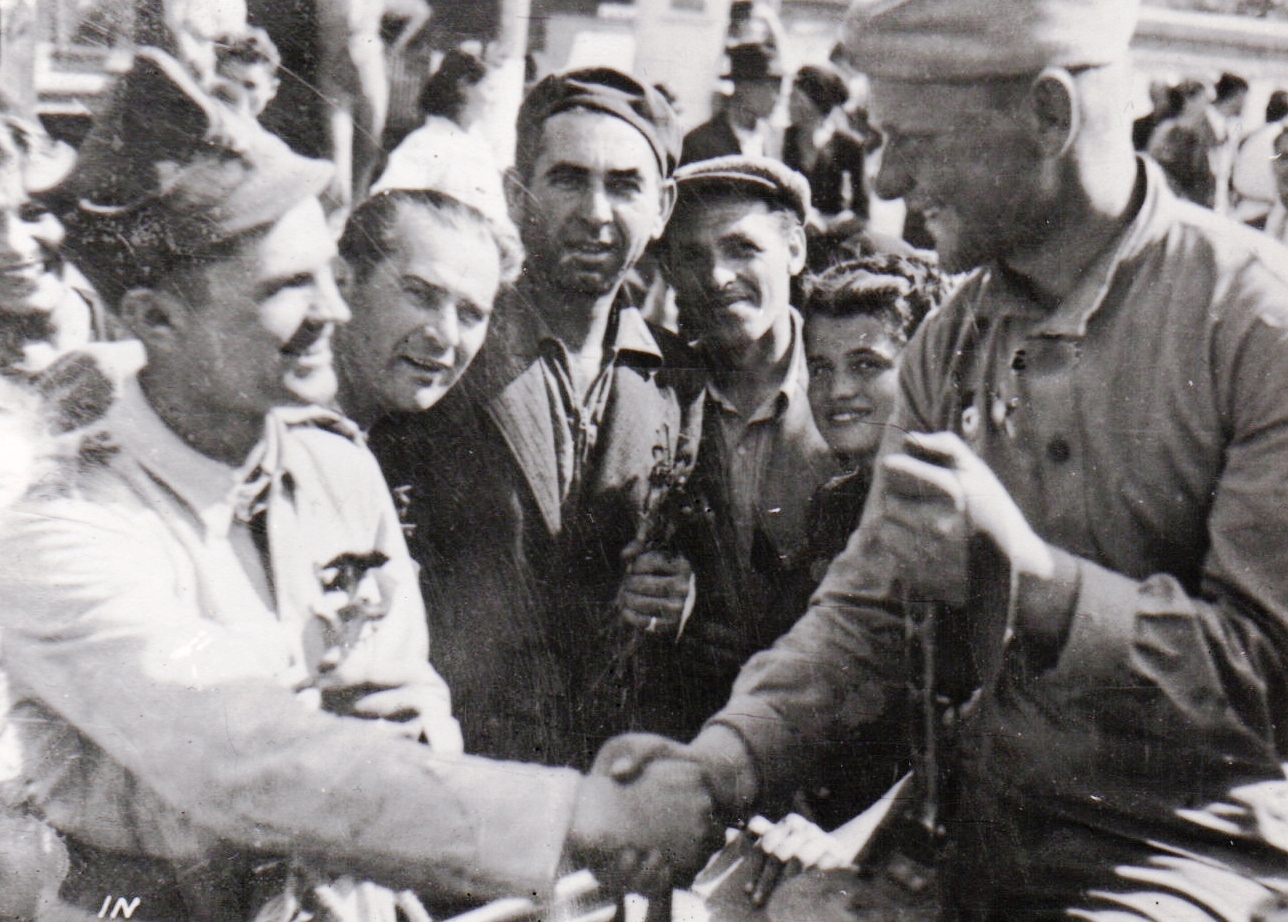
Binh sĩ Liên Xô và binh sĩ Romania bắt tay nhau tại mặt trận. Từ ngày 31 tháng 8 năm 1944, họ đã cùng chung một chiến tuyến

Tại vựa dầu Ploieşti, từ ngày 24 tháng 8, các lực lượng du kích của Đảng Cộng sản Romania và công nhân dầu mỏ cũng đã đứng lên khởi nghĩa, chiến đấu kịch liệt với cụm quân Đức - Romania đông đến 25.000 người để giành giật một trong hai nguồn cung dầu mỏ quan trọng của Đế chế thứ ba. Ngày 27 tháng 8, Quân đoàn bộ binh 5 Romania do tướng Vasiliu Reşcanu chỉ huy đã quay súng bắn lại quân Đức và đến trợ giúp cho nghĩa quân Rumani. Tuy nhiên, các sư đoàn bộ binh 79, 376 và một bộ phận Sư đoàn xe tăng 20 (Đức) đã vây kín Ploieşti.. Tình hình khẩn cấp buộc Phương diện quân Ukraina 2 (Liên Xô) phải sử dụng Quân đoàn xe tăng 23, Quân đoàn cơ giới cận vệ 5 và ba sư đoàn bộ binh của Tập đoàn quân 27 để mở hướng tấn công vào Ploieşti trước khi đánh chiếm Bucharest. Ngày 28 tháng 8, cánh quân xung kích Liên Xô bắt đầu tấn công các sư đoàn Đức xung quanh Ploieşti. Ngày 29 tháng 8, đến lượt Sư đoàn bộ binh 18 Romania quay súng chống lại quân Đức và hỗ trợ cho cuộc tấn công. Không thể chống lại cuộc đột kích của xe tăng Liên Xô cũng như các đòn phản kích của quân khởi nghĩa và Quân đoàn bộ binh 5 Romania từ trong thành phố đánh ra, ngày 30 tháng 8, tướng Johannes Frießner buộc phải rút quân khỏi vùng phụ cận Ploieşti và theo đường sắt chạy về Brashov. Khi Quân đoàn xe tăng 23 cơ động từ cao nguyên Bracha xuống Ploieşti thì khu công nghiệp dầu mỏ đã được giải phóng gần như nguyên vẹn. Trong ba ngày tiếp theo, các sư đoàn bộ binh 79 và 376 (Đức) đã bị Quân đoàn xe tăng 23 bám đuổi và đánh thiệt hại nặng suốt dọc đường từ Ploieşti đến Ofytul-Georgye.
Trước tình hình mặt trận tan vỡ, còn sau lưng là quân dân Rumani đồng loạt khởi nghĩa, ngày 29 tháng 8, các lực lượng Đức Quốc xã buộc phải rút lui khỏi Bucharest. Ngày 31 tháng 8 quân đội Liên Xô tiến vào Bucharest trong sự tiếp đón nồng nhiệt của dân chúng thủ đô Rumani. Như vậy, từ ngày 31 tháng 8, Rumani chính thức trở thành một thành viên của phe Đồng Minh chống phát xít cũng như là một đồng minh của quân đội Liên Xô. Trong khi đó tàn quân Cụm Tập đoàn quân Nam Ukraina đang phải tháo chạy trong tình trạng hỗn loạn về biên giới Hungary, trên đường đi liên tục bị nghĩa quân cũng như các binh đoàn Rumani (lúc này đã chuyển sang gia nhập phe Đồng Minh) liên tục chặn đánh. Quân Rumani bắt được đến 5 vạn tù binh Đức và sau đó giao nộp số tù binh này cho Quân đội Liên Xô, trong đó có trung tướng Rainer Stahel, người đã chỉ huy quân đội Đức phòng thủ tại Vilnius hồi tháng 7 năm 1944. Trong quá trình tháo chạy, quân Đức đã cướp bóc, tàn phá và gây nhiều tội ác trên các làng mạc, thành phố nơi họ chạy qua.

### Diễn biến sau khởi nghĩa: đuổi quân Đức khỏi Rumani

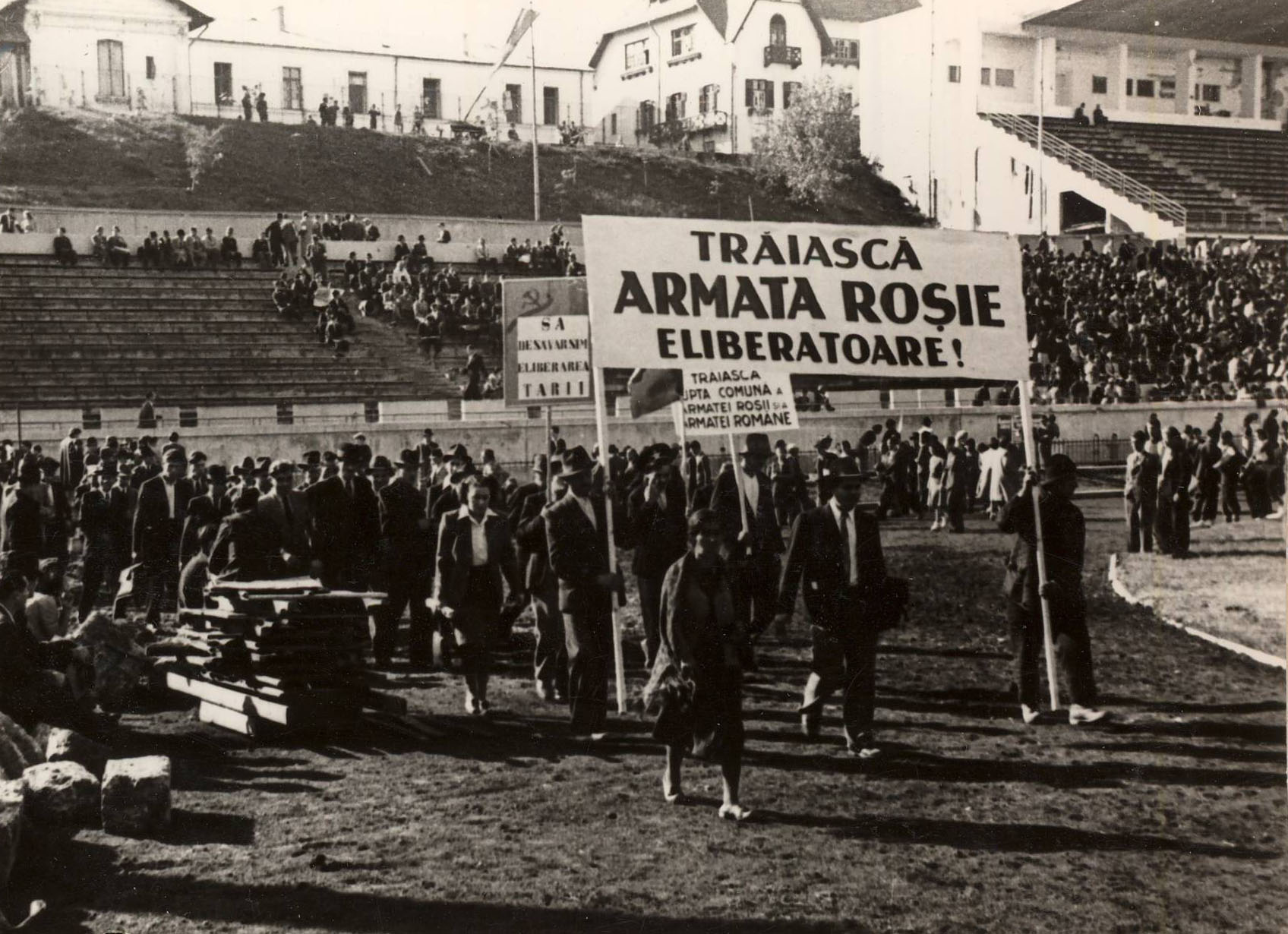
Cuộc mít tinh lớn của Mặt trận Dân tộc dân chủ Romania do Đảng Cộng sản Romania lãnh đạo tổ chức tại Sân vận động Cộng hòa, thủ đô Bucharest ngày 8 tháng 10 năm 1944

Theo điều khoản của bản hòa ước được Liên Xô đề ra trước đó vào ngày 12 tháng 4 năm 1944 - mà chính phủ mới của Rumani vừa chấp thuận - Rumani sẽ cho phép Liên Xô đóng quân và sử dụng các cơ sỏ vật chất tại lãnh thổ của mình để tiến hành chống Đức Quốc xã và trả lại vùng Bắc Bukovina, Bessarabia và Odessa cho Liên Xô; bù lại Liên Xô sẽ giúp Rumani đòi lại vùng Transilvania và các lãnh thổ khác mà Rumani bị đoạt mất do quyết định Viên năm 1940. Như vậy, cuộc tấn công tiếp đó của quân đội Liên Xô vào Transilvania và Hungary cũng là cuộc chiến của Rumani nhằm giành lại vùng Transilvania bị mất của mình.
Sau khi giải phóng Bucharest và Ploieşti, Phương diện quân Ukraina 2 quay hướng tấn công sang khu vực biên giới Rumani-Hungary và hành tiến tới Transilvania, phối hợp với Phương diện quân Ukraina 4 đang tiến hành Chiến dịch Đông Carpath. Trong đội hình của họ giờ đây có thêm các Tập đoàn quân Rumani số 4, số 1 được thành lập từ các đơn vị quân đội Rumani vừa gia nhập quân đội Liên Xô. Cuộc tấn công ở vùng Transilvania diễn ra rất khó khăn vì, nhờ được tăng viện, quân đội Đức-Hungary đã có trong tay 27 sư đoàn tại khu vực này (trong đó có 6 sư đoàn thiết giáp và cơ giới) và đã hình thành một phòng tuyến cứng rắn tại vùng biên giới Hungary. Vì vậy, chiến sự trong khu vực đã diễn ra rất ác liệt. Tuy nhiên, ở phía Nam Transilvania, cánh trái của Phương diện quân Ukraina 2 vào giữa tháng 9 đã đột phá vào hậu cứ của một nhóm quân Đức-Hungary đang trấn giữ các đường đèo băng qua dãy Carpath, buộc quân Đức phải tháo lui. Ngày 24 tháng 9, quân đội Liên Xô và Rumani đã tiến sát đến biên giới Rumani hồi trước năm 1940 tại gần Mako. Như vậy, đến lúc này, chính phủ Rumani đã nắm quyền kiểm soát phần lớn lãnh thổ của họ, kể cả vùng Transilvania bị cắt cho Hungary hồi quyết định Viên lần thứ bai. Phần cuối cùng của lãnh thổ Rumani được giải phóng sau Chiến dịch Debrecen vào ngày 7-15 tháng 10 năm 1944.

## Kết quả, đánh giá và ảnh hưởng

### Kết quả

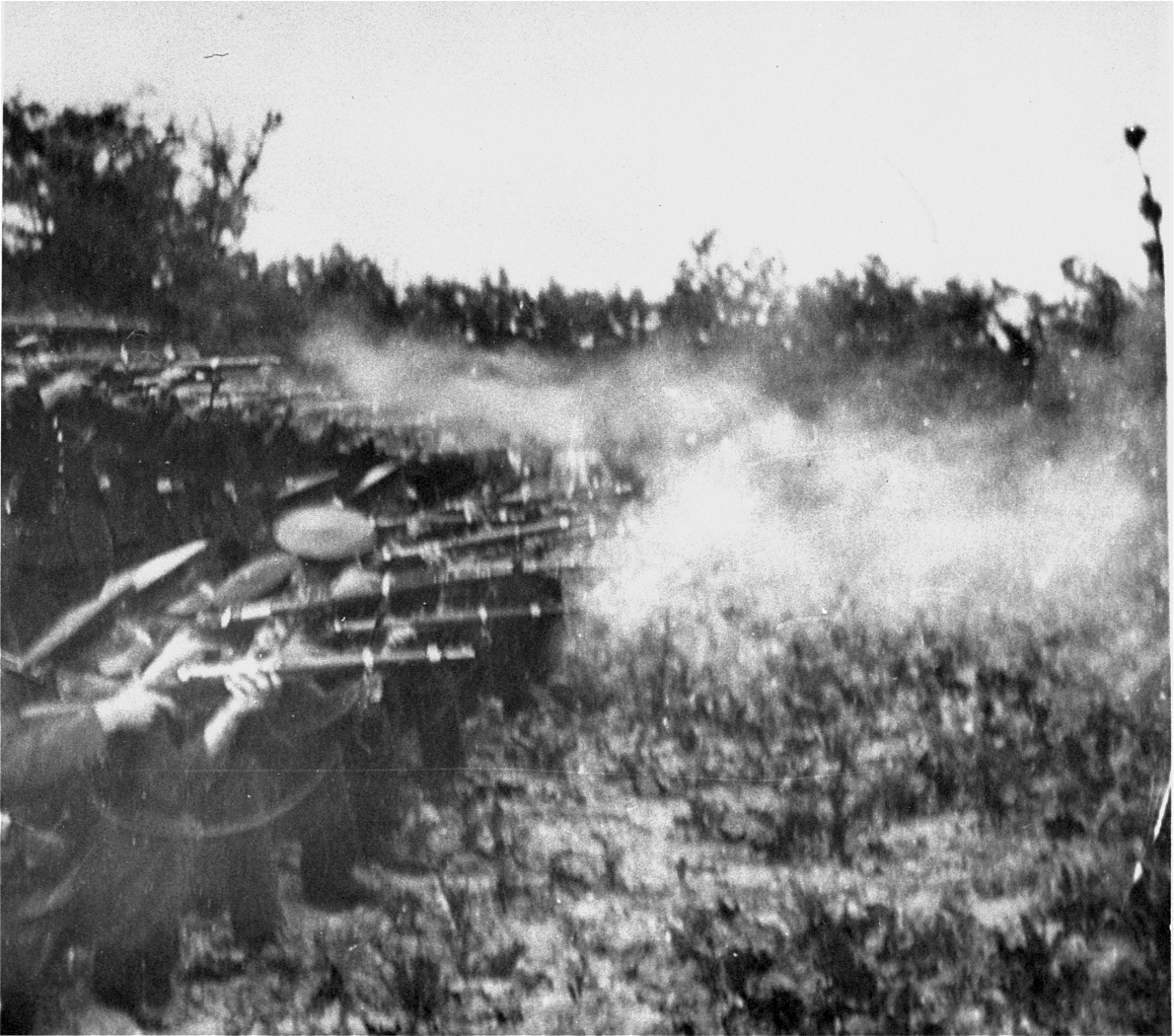
Lực lượng thi hành án xử bắn Ion Antonescu ngày 1 tháng 6 năm 1946.

Cùng với thảm bại tại Iaşi-Chişinău, cuộc khởi nghĩa tháng 8 và sự sụp đổ của chính phủ Ion Antonescu là một đòn nặng giáng vào nước Đức Quốc xã và các quốc gia thuộc phe Trục. Nó đã tước đi một đồng minh chính trị quan trọng của chế độ Hitler cũng như nguồn dầu khí, lúa mì cực kì cần thiết để nuôi sống bộ máy chiến tranh Đức. Ngoài ra, việc quân đội Romania gia nhập hàng ngũ các lực lượng chống phát xít đã trở thành một "tấm gương" đối với quân đội Bulgari, quân đội Serbija thân phát xít, quân đội Hungary và quân đội Slovakia. Không lâu sau đó, trong Chiến dịch giải phóng Bulgaria, quân đội nước này đã không đợi đến khi quân đội Liên Xô tấn công mà còn mở cửa biên giới để quân đội Liên Xô tiến vào Bulgari. Sau cuộc khởi nghĩa tháng Tám, bộ máy gián điệp Đức tại Rumani cũng tan vỡ. Sau khi mất hết mọi hi vọng ổn định được tình hình và bị quân đội Liên Xô truy lùng ráo riết, ngày 2 tháng 9 năm 1944, đại sứ Đức tại Buchrest Manfred von Killinger, người đã thực thi chính sách chống người Do Thái tại Romania và nhúng tay vào vụ thảm sát người Do Thái ở Iaşi năm 1941 đã tự bắn vào đầu mình trong phòng làm việc. Các nhân viện ngoại giao Đức cũng bị NKVD lùng bắt và truy nã như tội phạm chiến tranh. Sau khi quân đội Liên Xô chiếm giữ tòa đại sứ Đức ở Bucharest, bộ máy gián điệp của nước Đức Quốc xã ở Romania hoàn toàn bị tê liệt vì không còn ai chỉ huy. Có thể nói, thành công của cuộc khởi nghĩa tháng Tám đã mở đường cho Hồng quân Liên Xô tiến vào Rumani và đánh sập các thế lực phát xít trong khu vực. Theo Florin Constantiniu, cuộc khởi nghĩa đã làm cuộc chiến chống Đức thu ngắn đi đến 6 tháng.
Đối với Ion Antonescu và chính phủ của ông ta, sau cuộc khởi nghĩa họ bị dẫn độ về Liên Xô, nhưng không lâu sau đó lại được đưa về Rumani. Ngày 1 tháng 6 năm 1946, Ion Antonescu bị xử bắn tại nhà tù Jilava. Cho đến trước khi bị bắn, Ion Antonescu vẫn bướng bỉnh nói: "Lịch sử sẽ phán xử tôi !"
Về số phận của đất nước Rumani, nó được quyết định từ cuộc họp hồi tháng 10 năm 1944 khi thủ tướng Anh Winston Churchill thẳng thừng đưa một mảnh giấy ghi chép về sự phân chia quyền lực của các cường quốc Đồng Minh tại châu Âu, trong đó riêng ở Rumani thì Liên Xô sẽ được chia phần ảnh hưởng đến 90%. Các cường quốc Đồng Minh cũng đồng ý rằng lực lượng Đồng Minh đóng tại Rumani chủ yếu sẽ là quân đội Liên Xô. Thực vậy, sau chiến tranh, ảnh hưởng của Đảng Cộng sản Romania càng lúc càng mạnh và chính phủ Romania đã thực thi các chính sách kinh tế-xã hội theo mô hình Liên Xô cũng như các chính sách ngoại giao ngả về Liên Xô. Vì vậy, vua Mihai I được gọi là "Quốc vương Kosomol" và triều đại của ông được gọi là "Nền quân chủ Xã hội chủ nghĩa". Cuối cùng, vào ngày 30 tháng 12 năm 1947, vua Mihai thoái vị và Rumani trở thành một nước cộng hòa xã hội chủ nghĩa. Sau đó, vua Mihai cùng Hoàng gia bị trục xuất và đến sống lưu vong tại Anh.

### Đánh giá
Các tài liệu Romania cho rằng chính những yếu tố nội tại của Rumani đã đóng vai trò quyết định trong việc giải phóng họ khỏi ách thống trị của phát xít Đức, điều này trái ngược với những kiến giải của Liên Xô khi họ cho rằng thành công của chiến dịch Iaşi-Chişinău đã thúc đẩy cuộc đảo chính ở Romania và Hồng quân đã giải phóng đất nước này dưới sự giúp đỡ của nhân dân địa phương. Còn trong tác phẩm của mình, S. M. Stemenko cho rằng, cuộc khởi nghĩa Bucharest năm 1944 thành công do nhiều nguyên nhân khách quan và chủ quan. Nguyên nhân khách quan là đòn tấn công của quân đội Liên Xô đã làm sụp đổ Cụm tập đoàn quân Nam (Đức), làm cho các lực lượng Romania thân Đức mất chỗ dựa về chính trị, quân sự và ngoại giao và sự khinh suất của Ion Antonescu cũng như bộ máy chính phủ thân Đức của ông ta. Về chủ quan, đó là tinh thần yêu nước của người dân Romania, trong đó phải kể đến vai trò chủ động của Vua Mihai I, sự đoàn kết của các lực lượng chống phát xít ở Romania bao gồm những người cộng sản, những đảng phái chính trị cánh tả và cánh hữu, sự tổ chức chu đáo, chặt chẽ của những người khởi nghĩa. Trong khi quân đội Liên Xô chưa đến được Bucharest, chính những người khởi nghĩa chứ không phải quân đội Romania đã tổ chức chiến đấu chống lại quân đội Đức để bảo vệ thành quả của cuộc khởi nghĩa.
Do vai trò chủ động của mình trong cuộc đảo chính và khởi nghĩa, vua Mihai I đã được lãnh tụ Liên Xô I. V. Stalin trao tặng Huân chương Chiến thắng và được tổng thống Hoa Kỳ Hary S. Truman trao tặng huy chương Legion of Merit hạng nhất.
Trong khi Bộ Tổng tham mưu quân đội Liên Xô cho rằng cần phải có một quyết định về biện pháp ứng xử dứt khoát đối với nhà vua trẻ Mihai I với lý do hoàng cung sẽ có thể trở thành nơi tụ tập của các phần tử chống cộng thì I. V. Stalin đã dạy cho các tướng lĩnh cao cấp của Bộ Tổng tham mưu Liên Xô một bài học đắt giá về mối quan hệ giữa quân sự và ngoại giao. Ông cho rằng: "Vua của nước khác không phải là việc của Liên Xô cho dù ông ta là người gốc Đức. Thái độ đối xử tốt với vua Mihai I sẽ có ảnh hưởng tốt đến các mối quan hệ của Liên Xô đối với các đồng minh dù lớn hay nhỏ. Nhân dân Romania vẫn còn đặt nhiều niềm tin vào nhà vua của mình vì ông là người đối lập với chính thể độc tài phát xít. Còn nhận thức về chế độ quân chủ Romania thì đó là việc của nhân dân Romania. Và thực chất thì nhà vua Mihai I cũng tỏ ra chỉ muốn yên ổn, muốn đất nước và dân chúng của ông sống trong hòa bình. Đó là điều tốt." Biết Mihai I thích chơi máy bay. I. V. Stalin đã tặng nhà vua một chiếc PO-2 để ông bay đi săn bắn và giải trí trong vương quốc vừa được giải phóng của mình.
Tên gọi của cuộc Khởi nghĩa tháng 8 năm 1944 tại Romania hay cuộc Đảo chính ngày 23 tháng 8 năm 1944 ở Romania cũng gây nhiều tranh cãi. Những người không công nhận vai trò lãnh đạo của Đảng Cộng sản Romania cũng như không công nhận sự tham gia tích cực của các đảng phái cánh tả cùng các tầng lớp lao động Romania chống độc tài phát xít thì coi đó chỉ là một cuộc đảo chính. Trong mục tiêu của mình, một số lãnh tụ của cuộc khởi nghĩa thuộc cánh hữu cũng chỉ muốn nó dừng lại ở một cuộc đảo chính để "hoán chuyển đồng minh" một cách êm thấm và giữ được địa vị xã hội. Những người cộng sản Romania và những người cánh tả thì khẳng định đó là một cuộc khởi nghĩa. Cơ sở cho lập luận ấy của họ là sự nổi dậy của quần chúng nhân dân đã làm cho cuộc đảo chính phát triển thành một cuộc khởi nghĩa của nhân dân mặc dù họ không phủ nhận vai trò của các hoạt động quân sự chống quân đội Đức Quốc xã do Liên Xô tiến hành và việc quân đội Romania quay súng đứng sang phe đồng minh. Nhưng dù sao thì từ đó cho đến năm 1989, ngày 23 tháng 8 được chọn là ngày quốc khánh của nước Cộng hòa xã hội chủ nghĩa Romania.

### Tiếng Nga
- Залесский К. А. Кто был кто во Второй мировой войне. Союзники Германии. — М.: АСТ, 2004. — Т. 2. — 492 с. — ISBN 5-271-07619-9 (K. A. Zaleskiy. Ai là ai trong Thế chiến II. Các đồng minh của Đức - Moskva: AST, 2004. - Tập 2. - tr. 492 - ISBN 5-271-07619-9)
- История Второй мировой войны. 1939—1945. — М., 1977. — Т. 8. (Lịch sử Chiến tranh thế giới thứ hai. 1939-1945. - Moskva, 1977. - Tập 8.)

### Tiếng Rumani
- Florin Constantiniu, O istorie sinceră a poporului român, Ed. Univers Enciclopedic, Bucureşti, 1997, ISBN 973-9243-07-X (Florin Constantiniu, Lịch sử chân thật của nhân dân Rumani, Nhà xuất bản Bách khoa Vũ trụ, Bucharest, 1997, ISBN 973-9243-07-X)
- Romulus Dima, Contribuţia României la înfrângerea Germaniei fasciste, Bucureşti, 1982 (Dima Romulus, Đóng góp của Rumani trong sự thất bại của phát xít Đức, Bucharest, 1982)

### Tiếng Anh
- David M. Glantz Red Storm over the Balkans: The Failed Soviet Invasion of Romania, Spring 1944 (Modern War Studies). — University Press of Kansas. — ISBN 0-7006-1465-6
- Sergiu Verona, «Military Occupation and Diplomacy: Soviet Troops in Romania, 1944—1958», Duke University Press, Durham, NC, 1992, ISBN 0-8223-1171-2
- Silviu Brucan, The Wasted Generation: Memoirs of the Romanian Journey from Capitalism to Socialism and Back, Westview Press, 1993, Acessed through Questia